# Молодая гвардия (роман)
«Молодая гвардия» — роман советского писателя Александра Фадеева, посвящённый действовавшей в Краснодоне во время Великой Отечественной войны молодёжной подпольной организации под названием «Молодая гвардия» (1942—1943), многие члены которой были казнены немецкими захватчиками.
Большинство главных героев романа: Олег Кошевой, Ульяна Громова, Любовь Шевцова, Иван Земнухов, Сергей Тюленин и др. — реально существовавшие люди. Наряду с ними, в романе действуют и вымышленные персонажи. Кроме того, автор, использовав известные ему имена фактически существовавших юных подпольщиков, наделил их литературными чертами, характерами и действиями, творчески переосмыслив образы этих персонажей.
Существуют две редакции романа. Роман «Молодая гвардия» был вторым по издаваемости произведением детской литературы в СССР за 1918—1986 годы: общий тираж 276 изданий составил 26,143 млн экземпляров.

## История создания
Сразу после окончания Великой Отечественной войны советский писатель Александр Фадеев взялся за написание художественного произведения о краснодонском подполье, потрясённый подвигом совсем юных мальчиков и девочек, старшеклассников и недавних выпускников местной школы.

В середине февраля 1943 года, после освобождения донецкого Краснодона советскими войсками, из шурфа находившейся неподалёку от города шахты № 5 было извлечено несколько десятков трупов замученных оккупантами подростков, состоявших в период оккупации в подпольной организации «Молодая гвардия». А через несколько месяцев в «Правде» была опубликована статья Александра Фадеева «Бессмертие», на основе которой чуть позже был написан роман «Молодая гвардия».

Писатель в Краснодоне собирал материал, исследовал документы, беседовал с очевидцами. Роман был написан очень быстро, вследствие чего содержал много неточностей и ошибок, которые позднее серьёзно сказались на судьбах многих реальных живых людей, упомянутых на страницах романа. Впервые книга вышла в свет в 1946 году.

## Первое издание романа (1946 год)
Существуют два вида 1-го издания: оба вышли в издательстве «Молодая гвардия», оба подписаны к печати 28 марта 1946 года, у них полностью совпадают рисунки на обложках, количество страниц — 472, форматы, а также вёрстки страниц, несмотря на то, что набраны книги совершенно разными шрифтами. Издание книги, вышедшее в твёрдом кожаном переплёте, содержит упоминание о тираже (100 тыс. экз.) и типографии («Красное знамя») — у издания в мягком бумажном переплёте этой информации нет, но зато в нём указана фамилия художника (А. Морозов). Также различаются рисунки на вкладке к титульному листу и общее художественное оформление. Кроме того, издание в твёрдом переплёте датируется 1946 годом, а издание в мягком — почему-то 1947 годом, несмотря на то, что подписаны к печати они были в один и тот же день.
После выхода романа в свет Фадеев был подвергнут резкой критике за то, что в романе он недостаточно ярко отобразил «руководящую и направляющую» роль коммунистической партии. Против произведения были выдвинуты серьёзные идеологические обвинения в газете «Правда», органе ЦК ВКП(б), и, предположительно, от Секретаря ЦК ВКП (б) И. В. Сталина.

В биографии писателя приводятся слова Сталина, сказанные, согласно одной из легенд, Фадееву лично:

— Мало того, что вы написали беспомощную книгу, вы написали ещё идеологически вредную книгу. Вы изобразили молодогвардейцев чуть ли не махновцами. Но разве могла существовать и эффективно бороться с врагом на оккупированной территории организация без партийного руководства? Судя по вашей книге — могла.
Фадеев сел переписывать роман, добавив в него новых персонажей-коммунистов, и в 1951 году вышла вторая редакция романа «Молодая гвардия».

## Значение книги
Книга была признана необходимой для патриотического воспитания подрастающего поколения и вошла в школьную программу, что сделало её обязательной для прочтения. До конца 1980-х годов роман «Молодая гвардия» воспринимался как идеологически одобренная история организации.
Не все события, описанные автором, происходили на самом деле. Несколько человек, являющиеся прототипами персонажей, представленные в романе предателями и вследствие этого обвинённые в предательстве в реальной жизни, настаивали на своей невиновности и были позднее реабилитированы.
Фадеев пытался объяснить:
Я писал не подлинную историю молодогвардейцев, а роман, который не только допускает, а даже предполагает художественный вымысел.
По воспоминаниям выжившего молодогвардейца Георгия Арутюнянца Фадеев говорил ему:
— Вас, конечно, прежде всего интересует вопрос, почему в романе кое-где нарушен историзм, возможно, совмещены роли отдельных героев, а некоторые совсем не показаны…
— Нет, нет, вы не смущайтесь, — отреагировал на выражение моего лица Александр Александрович, — Это вопросы естественные. Многие из ребят, кого вы так близко и хорошо знали, могли оказаться в книге связанными с событиями, в которых они не участвовали, и, наоборот, не оказаться там, где они были на самом деле. Всё это может вызвать у очевидцев этих событий недоумение. Но вот послушайте, что я вам скажу…
— Очень хочу, чтобы вы правильно поняли меня, — говорил Александр Александрович. — Я не мог и не ставил перед собой задачу описать историю «Молодой гвардии» день за днём или эпизод за эпизодом. Это сделают потом историки, не оглядываясь на роман. В образах молодогвардейцев мне хотелось показать героизм всей советской молодёжи, её огромную веру в победу и правоту нашего дела. Сама смерть — жестокая, страшная в пытках и мучениях — не смогла поколебать духа, воли, мужества юношей и девушек. Они умирали, удивляя и даже пугая врагов. Такова была жизнь, таковы факты. И это должно было стать лейтмотивом романа…
— Перед вами я не открою секрета, — продолжал Александр Александрович, — если скажу, что глубоко полюбил этих простых, замечательных ребят. Меня восхищала в них непосредственность, искренность, неподкупная честность и верность своему комсомольскому долгу. Потому-то кое-кого я написал такими, каким хотел бы видеть в жизни. Я был поражён Серёжей Тюлениным, Любой Шевцовой, я полюбил Олега, Улю, Земнухова. И знаю, что, обобщая отдельные черты своих героев, я этим самым делал как бы шаг в сторону от истории, пусть небольшой, заметный только вам. И всё-таки шёл на это сознательно…